# Gondomaro
Gondomaro o Godomaro o Gondemaro (... – 541) fu re dei Burgundi dal 524 al 534.
Fu l'ultimo sovrano del suo popolo.

## Origini
Era il figlio secondogenito del re dei Burgundi, Gundobado e della moglie, Caratena.

## Biografia
Gregorio di Tours, cita Gondomaro, come fratello di Sigismondo, quando parla della prima invasione dei Franchi guidati da Clodomiro, nel 523, Mentre il fratello dopo essere stato sconfitto, veniva catturato e fatto prigioniero, Gondomaro riuscì a sfuggire e dopo che il fratello era stato condotto a Orleans, rientrò in Burgundia e organizzò la mobilitazione, mettendo insieme un esercito che riconquistò il suo territorio.
Allora Clodomiro fece uccidere Sigismondo e, per la seconda volta marciò contro i Burgundi nel 524.

Gondomaro (o Gondemaro II), nel 524, secondo Mario di Avenches venne allora eletto re.
 Gondomaro affrontò Clodomiro nella battaglia di Vézeronce, del 25 giugno 524, e lo uccise, vendicando la morte del fratello, Sigismondo. Clodomiro, nella battaglia di Vézeronce (524) aveva messo in fuga Gondomaro, ma durante l'inseguimento, si trovò isolato dai suoi e, con un inganno, fu circondato dai Burgundi e Gondomaro, per vendicare l'uccisione del fratello, lo fece decapitare e la testa di Clodomiro fu posta su un'asta ed issata in alto. I Franchi, venuti a conoscenza della morte del loro re, recuperate le forze, misero nuovamente in fuga i Burgundi e occuparono il regno di Burgundia.
Alla fine però Gondomaro riprese possesso del suo regno.
Gondomaro cercò di riorganizzare il suo regno e lo governò per circa dieci anni, ma quando i re franchi Clotario I e Childeberto I, nel 534, per la terza volta invasero il suo regno, non riuscì ad opporre resistenza e si trincerò in Autun. I re Franchi a cui si era aggregato il loro nipote, Teodeberto I, re d'Austrasia, secondo Gregorio di Tours, occuparono tutto il regno dei Burgundi e posero l'assedio ad Autun.
In quello stesso anno Gondemaro fu deposto ed il territorio del regno fu spartito tra i tre regni dei Franchi.
Gondomaro morì nel 541.

## Discendenti
Di Gondomaro, non si conosce se ebbe mogli e non si ha notizia di alcuna discendenza.